# Illyricum

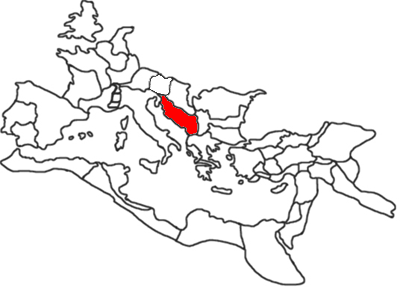
Dalmatia provincia (az i. e. 9 előtti Illyricum) a Római Birodalomban

Illyricum provincia (tartomány) volt a Római Birodalomban, amelyet az illír törzsek által lakott korábbi Illíria helyén hoztak létre. Isztriától (Szlovénia és Horvátország), délre a Drin folyóig (mai Albánia), keletre a Száva folyóig (Bosznia-Hercegovina) terjedt. Székhelye, Salonae a mai Split közelében volt. I. e. 9-ben az újabb római hódítások következtében a tartomány területe jelentősen megnövekedett, majd az 1. század elején két új provinciát alakítottak ki belőle (Dalmatia és Pannonia).

## Római hódítás
A rómaiak i. e. 168-ban hódították meg az Illír Királyságot, legyőzve Genthiosz seregét. Az i. e. 1. században egész Illíria római gyarmat lett. Eleinte négy függő köztársaságként irányították (Illíria, Dalmatia, Iapydia és Liburnia), de aztán Illyricum néven egyetlen provinciába olvasztották a négyet (i. e. 32-27).
Illyricum provincia határait a későbbiekben kiterjesztettèk, ahogy a rómaiak győztes háborúk révén tovább növelték befolyásukat a Balkán-félsziget, majd a Kárpát-medence nyugati térségében. A római ellenőrzés i. e. 11-től vált teljessé a Savus folyó (Száva) környékén, amikor a rómaiak legyőzték a pannonokat. Augustus császár a hároméves pannoniai háborút i. e. 9-ben a mai Észak-Horvátország, Északnyugat-Szerbia (Macsói és Szerémségi körzet), Nyugat-Magyarország (Dunántúl) és Kelet-Ausztria területének elfoglalásával fejezte be, Illyricum határát egészen a Duna vonaláig terjesztve ki (római limes).

## Felosztják a provinciát
I. sz. 9-ben a rómaiak Tiberius vezetésével elfojtották a pannonok és a dalmaták felkelését. I. sz. 10-ben Illyricum provincia területén két új provinciát hoztak létre, délen Illyricum Superius, északon pedig Illyricum Inferius. Az 1. század közepétől a déli provincia a Dalmatia, míg az északi a Pannonia nevet kapta.

## A név későbbi használata
Az Illyricum név provinciát ugyan nem jelölt a későbbiekben, a Dalmatia és Pannonia provinciákat magába foglaló régió megjelöléseként azonban tovább használták.
A Római Birodalom kettészakadása után, 395-ben a keletrómai részben Illyricum néven egy praefectura praetorio-t (provinciák fölött álló magasabb közigazgatási egység) alakítottak ki, a korábbi Illyricum, Italia et Africa praefectura keleti felén. Az így létrejött keletrómai (későbbi bizánci) Illyricumhoz tartozott az egész Balkán (kivéve Dalmatiát, amely a nyugati birodalomhoz került, valamint Trákiát).

## Jelentősége
Illyricum provincia számottevő stratégiai és gazdasági jelentőséggel bírt a birodalomban. Számos fontos kikötővárosa volt, belső részeiben pedig aranybányái. 
A harcias bennszülött lakosság a római hadsereg egyik fontos erőforrása volt.